# السياسة الخارجية لحكومة رجب طيب أردوغان

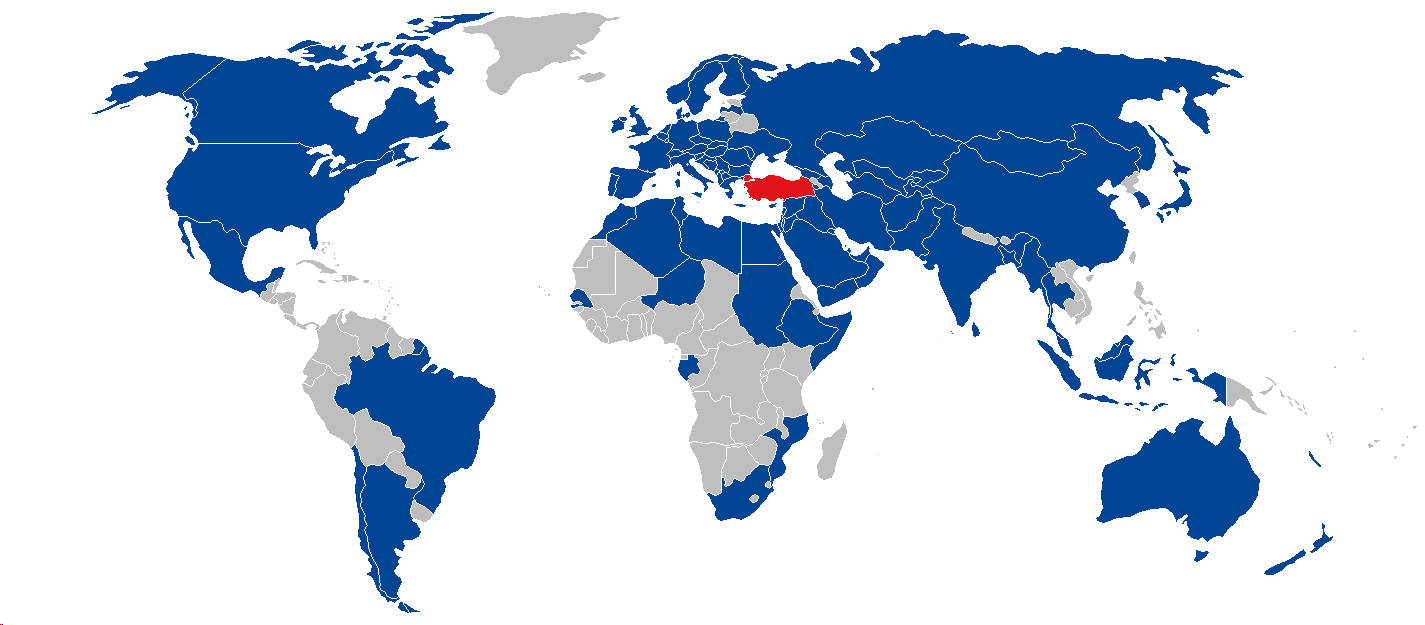
خريطة الزيارات الرسمية التي قام بها رجب طيب أردوغان حينما كان رئيسا للوزراء:
الدول التي زارها
تركيا

تخصُّ السياسة الخارجية لحكومة رجب طيب أردوغان المبادرات التي قدمتها تركيا تجاه الدول الأخرى خلال فترة حكم رئيس الوزراء رجب طيب أردوغان.

## الخلفية

### التاريخ
يُعد الاتحاد الأوروبي وحلف شمال الأطلسي أهم العناصر الرئيسية في السياسة الخارجية التركية، فحسب وزير الخارجية: «شهدت تركيا الأثر المباشر في مرحلة ما بعد الحرب الباردة، حيث انتشر جو من انعدام الأمن مما أدى إلى مجموعة متنوعة من المشاكل الأمنية في تركيا. القضية الأكثر إلحاحا بالنسبة للدبلوماسية التركية في هذا السياق هي تنسيق الجهود من أجل تمكين النفوذ التركي في المنطقة.»
خلال الحرب الباردة؛ كانت تركيا «الجناح القُطري» في إطار حلف شمال الأطلسي كما لعبت دورًا استراتيجيًا بسبب جغرافيتها ومُحيطِها ومع ذلك فقد تطورت هذه العلاقة في ما بعد الحرب الباردة ولعلّ أبرز دليل على ذلك هو وجود تركيا في أفغانستان. دور تركيا في حلف شمال الأطلسي قد زاد أهمية يومًا بعد يوم. ليس هذا فقط فتركيا حقّقت تقدما كبيرا في عملية التكامل الأوروبي مقارنة بما كانت تفعله العقد الماضي حيث لم يكن واضحا ما إذا كان الاتحاد الأوروبي يُفكّر جديا في ترشيح تركيا من عدمه.
حاولت تُركيا بناء علاقات جيدة مع جيرانها -بما في ذلك إيران وسوريا- تحت عقيدة «صفر مشاكل مع الجيران». سبّبت هذه العقيدة وهذه التطورات في السياسة الخارجية التركية قلقًا لدى بعض المراقبين الغربيين  الذين شعروا بالإحباط، ففي السابق كانت تركيا هي من تسعى وتطمح للحصول على عضوية في الاتحاد الأوروبي أمّا اليوم فقد انعكست الآية خاصة في ظل إعادة تركيا لتقويم سياستها الخارجية؛ ليس فقط عن طريق التحرك باتجاه العالم الإسلامي ولكن أيضا من خلال الابتعاد عن الغرب.

### العقيدة
ارتبطت السياسة الخارجية التركية في ظل حُكم حزب العدالة والتنمية باسم أحمد داوود أوغلو، فداوود هو رئيس مستشار السياسة الخارجية لرئيس الوزراء رجب طيب أردوغان قبل تعيينه وزيرا للخارجية في عام 2009. لدى داوود حنكة في مجال السياسة؛ وسبق له وأن أوجز المبادئ السياسية الخارجية لبلده في عدة كتابات أهمها كتاب العمق الاستراتيجي. حاول أوغلو عمل تغيير جذري على السياسة الخارجية التركية حيث تبنى عقيدة «صفر مشاكل» وفي الوقت ذاته محاولة بناء الدولة التركية وجعلها كقوة عظمى. بفضل هذه السياسات؛ أصبح لتركيا أهمية كبيرة، ليست في منطقة الشرق الأوسط فقط بل في العالم بأكمله كما ارتفع دورها الدبلوماسي وبخاصة في قضايا الشرق الأوسط. يقوم مذهب أوغلو على ما يُعرف اليوم باسم "العثمانية الجديدة" أو بالأحرى تشكيل حركة سياسية مدنية عثمانية تجمع الهوية الوطنية العرقية، اللغوية والدينية. في حقيقة الأمر؛ ظهر مبدأ العثمانيون الجدد عام 1980 على يد توركوت أوزال لكنه لم يحظى بالشهرة الكافية والاهتمام المتزايد إلا في عهد داوود أوغلو خاصة بعد مشاركة تركيا في قضايا الشرق الأوسط.
على الرغم من أن الجغرافيا السياسية التركية لا تزال تقوم على منهج أوغلو الذي يعتمد على التفكير الاستراتيجي؛ إلا أن هناك عناصر ليبرالية أخرى مثل القوة الناعمة، حل الصراعات وتعزيز فوزها في الثنائيات. في كتابه «العمق الاستراتيجي» الذي نُشر عام 2001، يُفصّل أوغلو في رؤيته إستراتيجية الخاصة بدولة تركيا حيث يُؤكدُ على أن بلده يمتلك «العمق الاستراتيجي» بسبب التاريخ والجغرافية وقُرب تركيا من مجموعة صغيرة من البلدان التي يسميها «المحور». يرى أوغلو أيضًا أن تركيا لا ينبغي أن تلعبَ دورًا إقليميًا في البلقان والشرق الأوسط ويُعلّل ذلك بأن الدولة التركية ليست سلطة إقليمية بل إنّها سلطة مركزية، ومن ثم فإنه ينبغي أن تطمح إلى لعب دور قيادي في العديد من المناطق لعلّ أبرزها الشرق الأوسط، البلقان، القوقاز، آسيا الوسطى، بحر قزوين، البحر الأبيض المتوسط، الخليج العربي ثم البحر الأسود. يرى داوود أنه في حالة ما نجحت تركيا -كبلد واحد- في التأثير في كل هذه المناطق فإنها ستُصبح قوة عظمى ودولة عالمية. في ضوء كل هذا؛ يرفض أوغلو تصوير تركيا كجسرٍ بين الإسلام والغرب لأن هذا -حسب داوود طبعا- من شأنه أن يعيد تركيا إلى أداة من أجل تعزيز المصالح الاستراتيجية للبلدان الأخرى.
يُحدد أوغلو شرطين لكي تنجحَ تركيا في طموحاتها الاستراتيجية العالمية؛ فالشرط الأول هو السياسة الداخلية في حين يتمثل الشرط الثاني في علاقاتها مع جيرانها. على الجبهة الداخلية؛ تركيا بحاجة إلى تسوية المسألة الكردية وكذلك رأب الصدع المتزايد بين الإسلاميين والعلمانيين الذين يُشكلون نسبة لا يُستهان بها من المجتمع التركي. يدعو داوود أوغلو إلى حل كل النزاعات على أساس المبادئ الليبرالية: يجب الإفراج عن كل المعتقلين الأكراد عندما يتم التوصل لحل عادل ودائم لهذه القضية الكردية التي من شأنها ضمان حقوق الأقلية الكردية في تركيا. أمّا على الجبهة الدولية فيرى أوغلو بأن تركيا بحاجة إلى حل جميع الخلافات الثنائية التي أعاقت علاقاتها مع جيرانها، فضلا عن تبني سياسة «عدم المشاكل مع الجيران». يرى أوغلو أنه على تركيا أن تصبح دولة رائدة في المنطقة كما يحب أن تلعب دورًا استراتيجيًا مهمًا ولذلك فهي تحتاج إلى التغلب على رهاب المتلازمات وإقامة علاقات ودية مع جميع جيرانها. يجب أن تهدفَ السياسات الخارجية لتركيا -حسب أوغلو- إلى حل جميع النزاعات المعلقة التي تراكمت في الماضي.

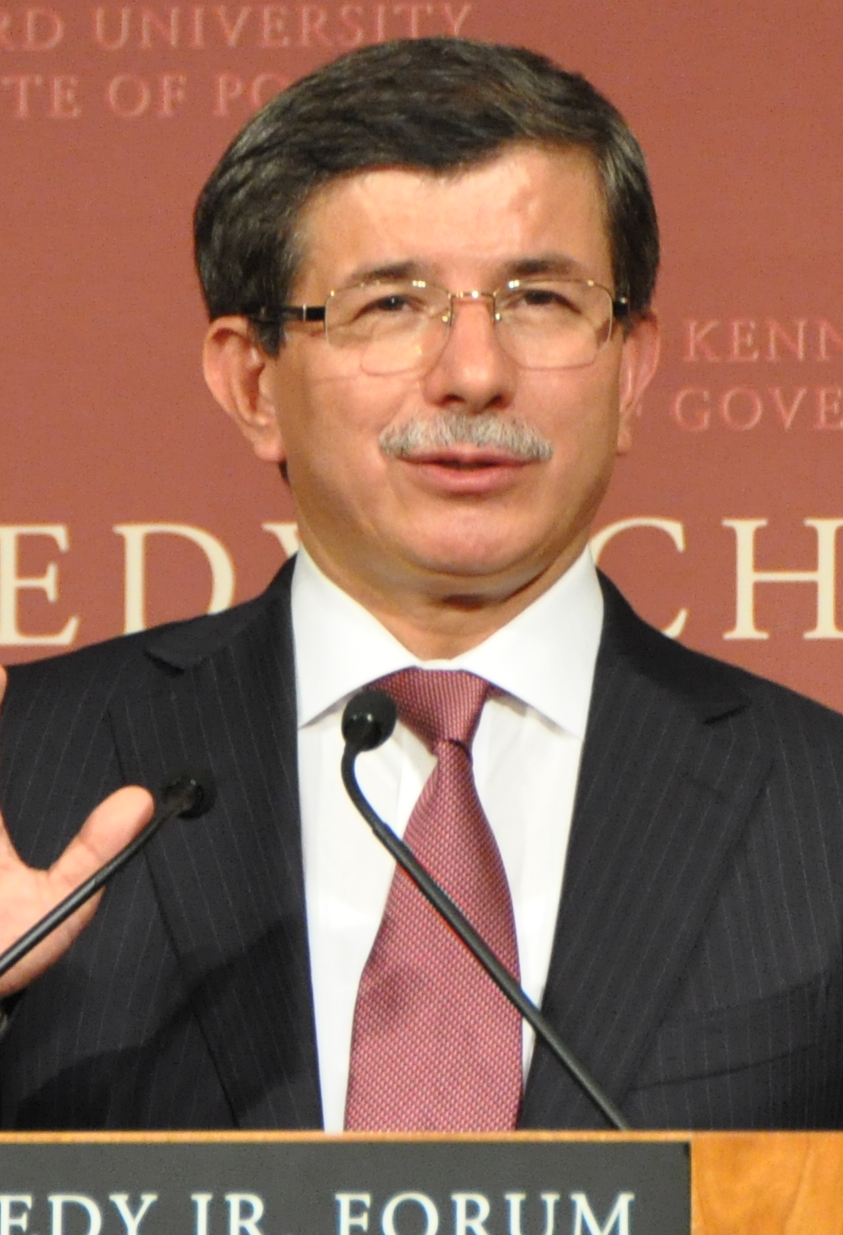
أحمد داوود أوغلو رئيس وزراء تركيا الحالي

في النهاية يدعو أوغلو إلى تطوير علاقات وثيقة مع كل القوى العالمية بما في ذلك الصين، الهند، روسيا ثم البرازيل. كما يرغب في لعب دولته لدور رائد في الحوار بين الأديان خاصة أن هذا الموضوع يُمكن الاستفادة منه بسبب تاريخ تركيا وثراتها الثقافي.

## أفريقيا

### الصومال
تحتفظ إدارة أردوغان بعلاقات قوية مع الحكومة الصومالية. في عام 2011؛ أعلنت السلطات التركية أن تركيا ستعيد فتح سفارتها في الصومال. نفس الأمر بالنسبة للحكومة الصومالية التي تُحافظ على سفارة لها في أنقرة.
خلال الجفاف الذي عصف بدولة الصومال عام 2011؛ ساهمت إدارة أردوغان بأكثر من 201 مليون دولار لجهود الإغاثة الإنسانية في أجزاء من الصومال. بعد تحسن كبير في الوضع الأمني في مقديشو في منتصف عام 2011، قامت الحكومة التركية أيضا بإعادة فتح سفارة أجنبية لها بقصد أن تُصبح أكثر فاعلية في مرحلة ما بعد الصراع. جدير بالذكر هنا أن تركيا تُعد من بين أوائل البلدان التي أعادت فتح علاقاتها مع الصومال عقب انتهاء الحرب الأهلية. بالإضافة إلى ذلك؛ أصبحت الخطوط الجوية التركية أول شركة طيران تجارية توقع على عقد طويل الأمد للعمل انطلاقًا من مطار آدم عدي الدولي في مقديشو. اعتبارا من مارس 2012؛ صارت تركيا تقدم اثنين من الرحلات أسبوعيا من العاصمة الصومالية باتجاه إسطنبول.

## الأمريكتين

### البرازيل

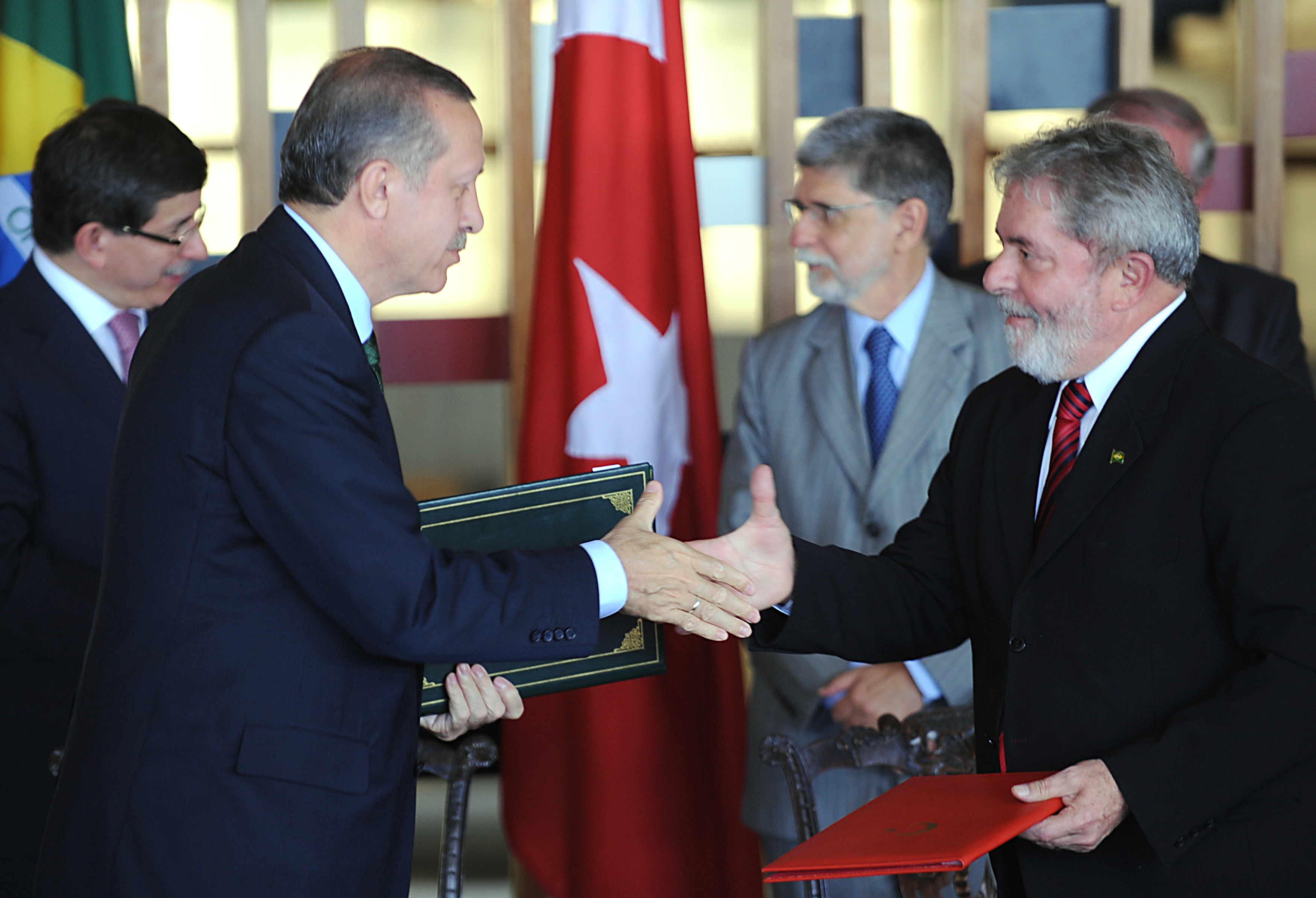
رجب طيب أردوغان والرئيس البرازيلي لويس إيناسيو لولا دا سيلفا

في أيار/مايو 2009؛ قام الرئيس البرازيلي لويس إيناسيو لولا دا سيلفا بزيارة رسمية إلى تركيا بعد زيارته الصين والمملكة العربية السعودية كجزء من جولة يستهدف فيها ثلاث أمم. أصبح رجب طيب في عام 2010 أول رئيس وزراء تركي يقوم يزيارة إلى البرازيل. حينها أكد على أن تركيا ستبدأ علاقات جديدة مع البرازيل. خلال زيارته إلى البرازيل؛ مُنحَ أردوغان من قِبل رجال الأعمال البرازيليين وسام ساو باولو لاتحاد الصناعات وذلك بسبب إسهاماته في هذه الصناعة.
في عام 2009؛ دشنت الخطوط الجوية التركية رحلات جوية من ساو باولو إلى إسطنبول، ليس هذا فقط فالحكومة التركية شجعت رجال الأعمال الأتراك على تشكيل «مجالس الأعمال» والمشاركة في المعارض التجارية في أمريكا اللاتينية ومنطقة البحر الكاريبي. أُنشئ مجلس الأعمال التركية-البرازيلية بمناسبة زيارة وزير الخارجية السابق عبد الله غول إلى البرازيل في كانون الثاني/يناير 2006.
في 16 مايو من عام 2010؛ وبعد 17 ساعة من المحادثات في طهران توصّلَ وزراء البرازيل وإيران وتركيا إلى اتفاق على «مبادئ» من أجل إحياء برنامج إيران النووي الذي تدعمه الأمم المتحدة. وقّع الاتفاق كل من وزير الخارجية التركي أحمد داود أوغلو، وزير الخارجية الإيراني منوشهر متكي ووزير الخارجية البرازيلي سيلسو أموريم؛ وبموجبه فإيران ملتزمة بتصدير 1200 كلغ من اليورانيوم المخصب بنسبة 3.5% إلى تركيا في مقابل 20% من اليورانيوم المخصب التي سوف تحصل عليها من الدول الغربية لاستخدامها كوقود في مفاعل البحث النووي في طهران.

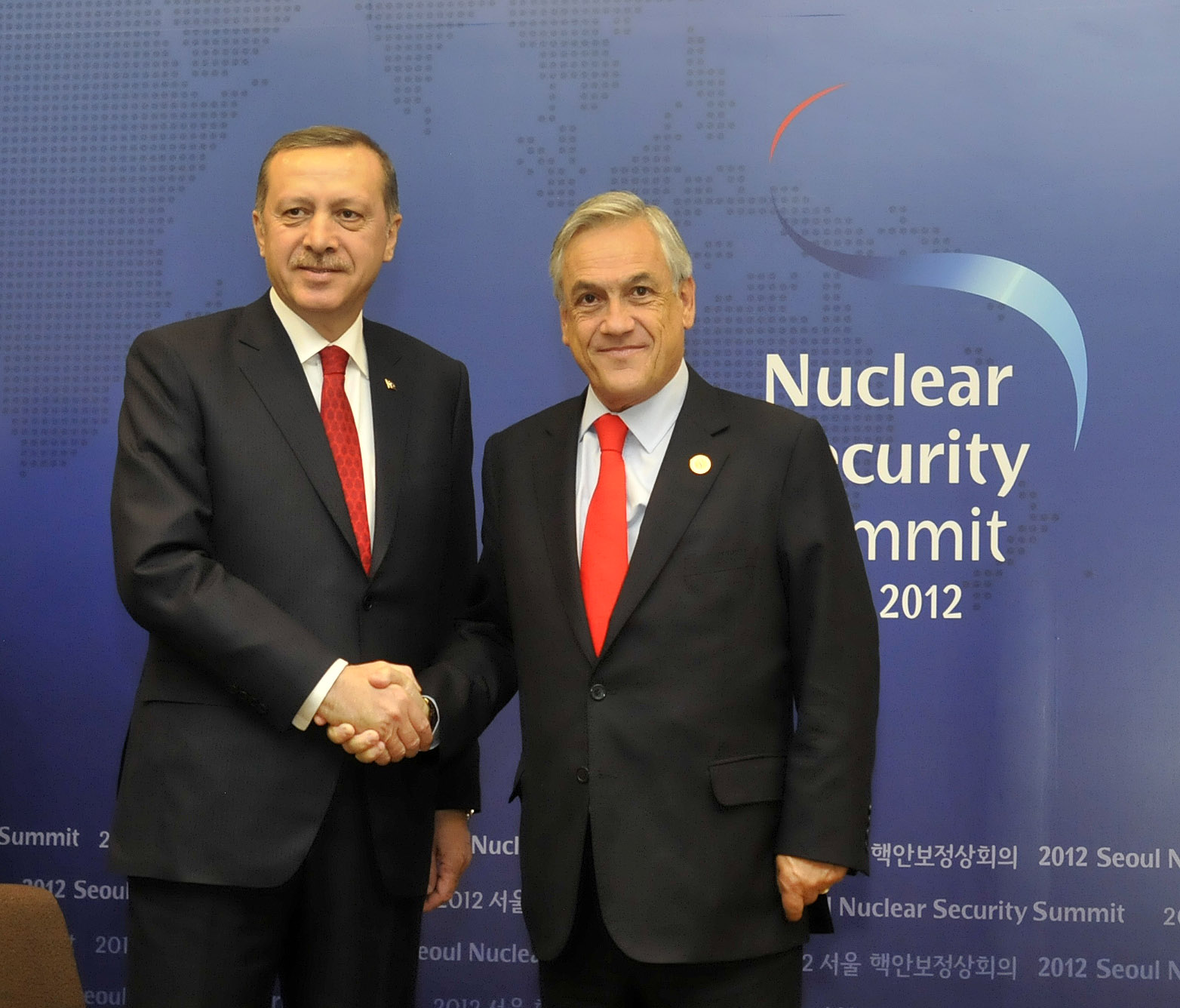
رئيس الوزراء أردوغان والرئيس التشيلي سباستيان بينيرا في قمة الأمن النووي (آذار/مارس 2012).

### شيلي
في 14 يوليو 2009؛ وقّعت تركيا على اتفاقية التجارة الحرة (FTA) مع تشيلي في سانتياغو، ليُصبح بذلك أردوغان أول رئيس وزراء تركي يقوم بزيارة رسمية لدولة شيلي. في عام 2006؛ طوّرت تركيا من سياساتها الخارجية حيث حاولت الانفتاح على أمريكا اللاتينية ومنطقة البحر الكاريبي، هذا الأمر أعطى تركيا زخما جديدا من أجل تأسيس خطة العمل لتوسيع الشراكة مع أمريكا اللاتينية ومنطقة البحر الكاريبي.

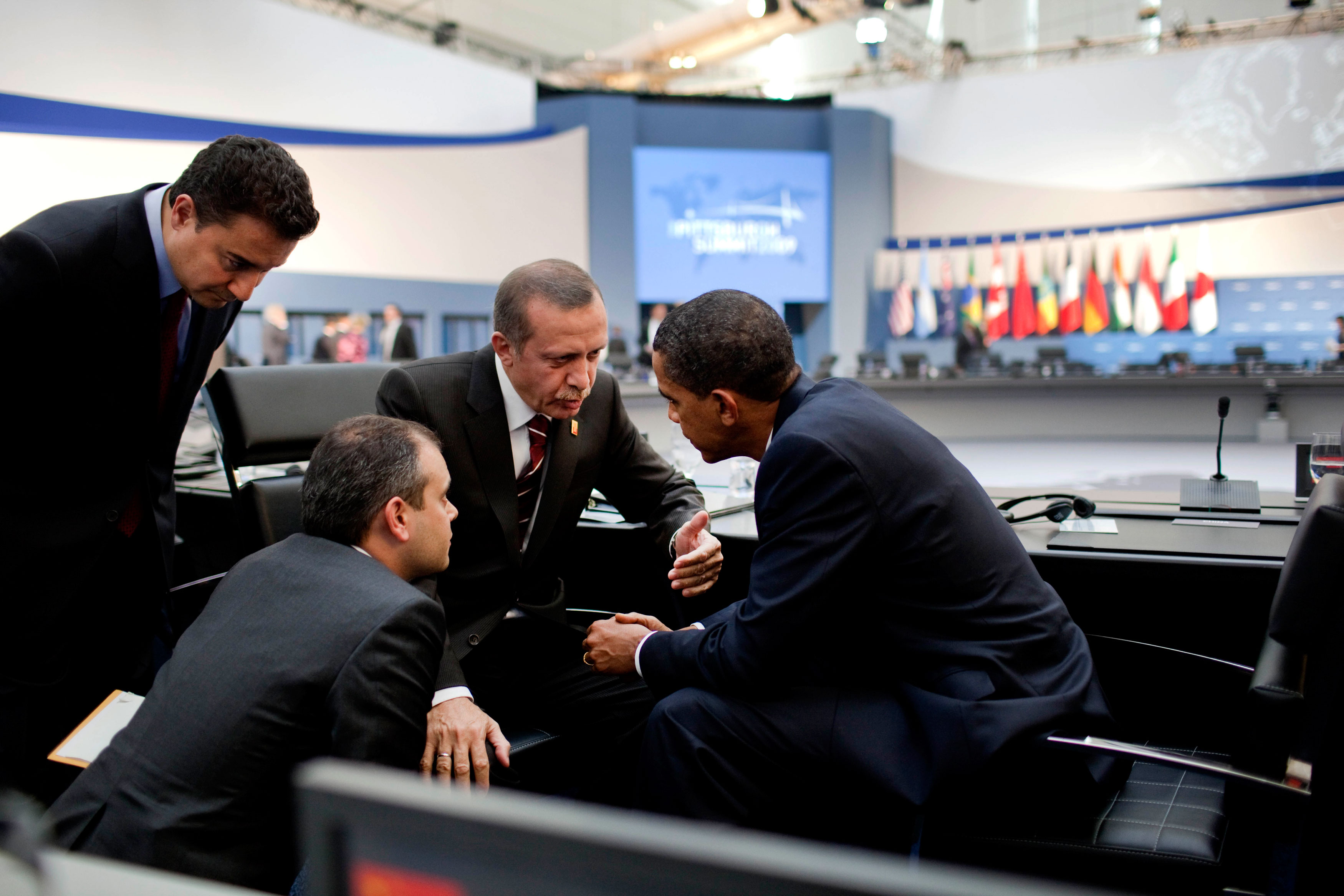
رجب طيب أردوغان والرئيس الأمريكي باراك أوباما في أعقاب قمة جلسة بعد الظهر خلال قمّة مجموعة العشرين

### الولايات المتحدة

#### عهد أوباما
عندما أصبحَ باراك أوباما رئيس الولايات المتحدة؛ قام بأول زيارة خارجية رسمية له إلى دولة تركيا بحلول شهر نيسان/أبريل من عام 2009. خلال مؤتمر صحافي مشترك في تركيا؛ قال أوباما: «أنا أحاول أن أُدلي ببيان حول أهمية تركيا، ليس فقط بالنسبة للولايات المتحدة بل للعالم. أعتقد أننا نُعد لبناء علاقات تركية أمريكية قوية من خلال الاعتراف بأن تركيا والولايات المتحدة قادران على بناء نموذج شراكة يجمع بين الأمة المسيحية والأمة المسلمة.»

## أوروبا

### أرمينيا
تُعد تركيا من بين أوائل الدول في العالم التي اعترفت بأرمينيا بعد استقلالها في عام 1991، لكنّ العلاقات الثنائية بين البلدين قد توترت عقب دعم أرمينيا للأرمن في مرتفعات قرة باغ وذلك في محاولة من أجل الاستقلال. حينها وقفت تركيا مع حليفتها أذربيجان خلال حرب مرتفعات قرة باغ حيث قامت بإغلاق حدودها مع أرمينيا، ومنذ ذلك الحين والحدود لا تزال مغلقة.
أُعيد في عام 2005 فتح المجال الجوي الدولي بين أرمينيا وتركيا، وفي 21 فبراير من عام 2008 أرسل الرئيس التركي عبد الله غول رسالة تهنئة إلى الرئيس المنتخب حديثا سيرج سركسيان وأكد له على «أنه يأمل في انتصار سركيسيان في الانتخابات الرئاسية الأرمينية لأن هذا من شأنه أن يؤدي إلى تطبيع العلاقات المبعدة بين البلدان.» في رد فعل من الرئيس الأرميني سيرج سركيسيان؛ دعا هذا الأخير غول لحضور تصفيات كأس العالم لكرة القدم 2010 بين الأتراك والأرمن. قبل غول الدعوة ليُصبح بذلك أول رئيس تركي يقوم بزيارة إلى أرمينيا. أسفر الحوار الجديد عن توقيع بروتوكولات بين وزراء خارجية الأتراك والأرمن في سويسرا وذلك من أجل تحسين العلاقات بين البلدين. كانت العلاقات تسير باتجاه التطبيع لكن المحكمة الدستورية فاجأت الكل عندما قرّرت أن البروتوكولات «لا يمكن تفسيرها أو تطبيقها في العملية التشريعية وكذلك في العلاقات بين الدول لأن ذلك من شأنه أن يتعارض مع أحكام الدستور وبخاصة الفقرة 11 من إعلان استقلال أرمينيا.» ردت تركيا بأن حُكمَ المحكمة على البروتوكولات غير مقبول. قرر بعد ذلك برلماني أرمينيا وتركيا تعليق عملية التصديق.
بين أيار/مايو 2005 وتشرين الأول/أكتوبر 2006؛ موّلت وزارة الثقافة والسياحة التركية كنيسة أرمنية قديمة واقعة في شرق محافظة وان التركية. بلغت تكلفة التمويل 2 مليون ليرة تركية (حوالي 1.4 مليون دولار). أُقيم احتفال ديني أرميني في 19 أيلول/سبتمبر 2010 وذلك بعد الحصول على إذن من الحكومة التركية للمرة الأولى منذ 95 عامًا.

### الاتحاد الأوروبي
وُصف أردوغان في الصحافة الأوروبية بـ الصوت الأوروبي وذلك بسبب كمية الإجراءات التي قام بها لتحسين وضعية بلده. رد أردوغان على هذا مُؤكدًا على أن «انضمام تركيا يدل على أن أوروبا هي قارة حيث التوفيق بين الحضارات وليس الصراعات.» 
في 3 تشرين الأول/أكتوبر 2005؛ جرت مفاوضات رسمية من أجل انضمام تركيا إلى الاتحاد الأوروبي. خلال تلك الفترة لم تضع حكومة أردوغان أي قيد أو شرط من أجل قبول انضمامها ونفس الأمر بالنسبة للمفوضية الأوروبية التي دَعمت إصلاح أردوغان الإصلاحات ولكنها عبرت عن خوفها من سياساته. وصلت المفاوضات إلى طريق مسدود في عام 2009؛ ثم توترت الأوضاع عام 2010 عقب إغلاق الموانئ التركية في وجه السفن القبرصية. هذا وتجدر الإشارة إلى أن الحكومة التركية لا تزال ترفض الاعتراف بقبرص كدولة عضو في الاتحاد الأوروبي. وعلاوة على ذلك؛ فإن الحقوق السياسية تظل القضية الأساسية في تركيا. حاولت الحكومة تحسين وضعية حقوق الإنسان من خلال إنشاء المؤسسة الوطنية التركية لحقوق الإنسان بأغلبية في البرلمان؛ إلا أنّ قانون المؤسسة لا يتوافق بشكل كامل مع مبادئ الأمم المتحدة حول مؤسسات حقوق الإنسان. في تقريرها الصادر عام 2012؛ شرحت المفوضية الأوروبية سبب عدم احتمال انضمام تركيا إلى الاتحاد الأوروبي وتضمن التقرير بعض النقاط الرئيسية لعلّ أبرزها حرية التعبير، حرية الفكر، حرية الاعتقاد، حرية التجمع، العدالة، حقوق الطفل وحقوق النقابات. أكدت المفوضية أيضًا على مشكل حرية الصحافة، كما أشارت إلى أن سياسات مكافحة التمييز التي نهجتها تركيا لم تؤتي أكلها مثل التمييز ضد المثليين جنسيا والأشخاص ذوي الإعاقة ناهيك عن التعذيب في السجون ومسألة العنف ضد المرأة في العلاقات خارج نطاق الزواج وكذلك المبكر الزواج القسري حسب تقرير المنظمة.

### اليونان وقبرص

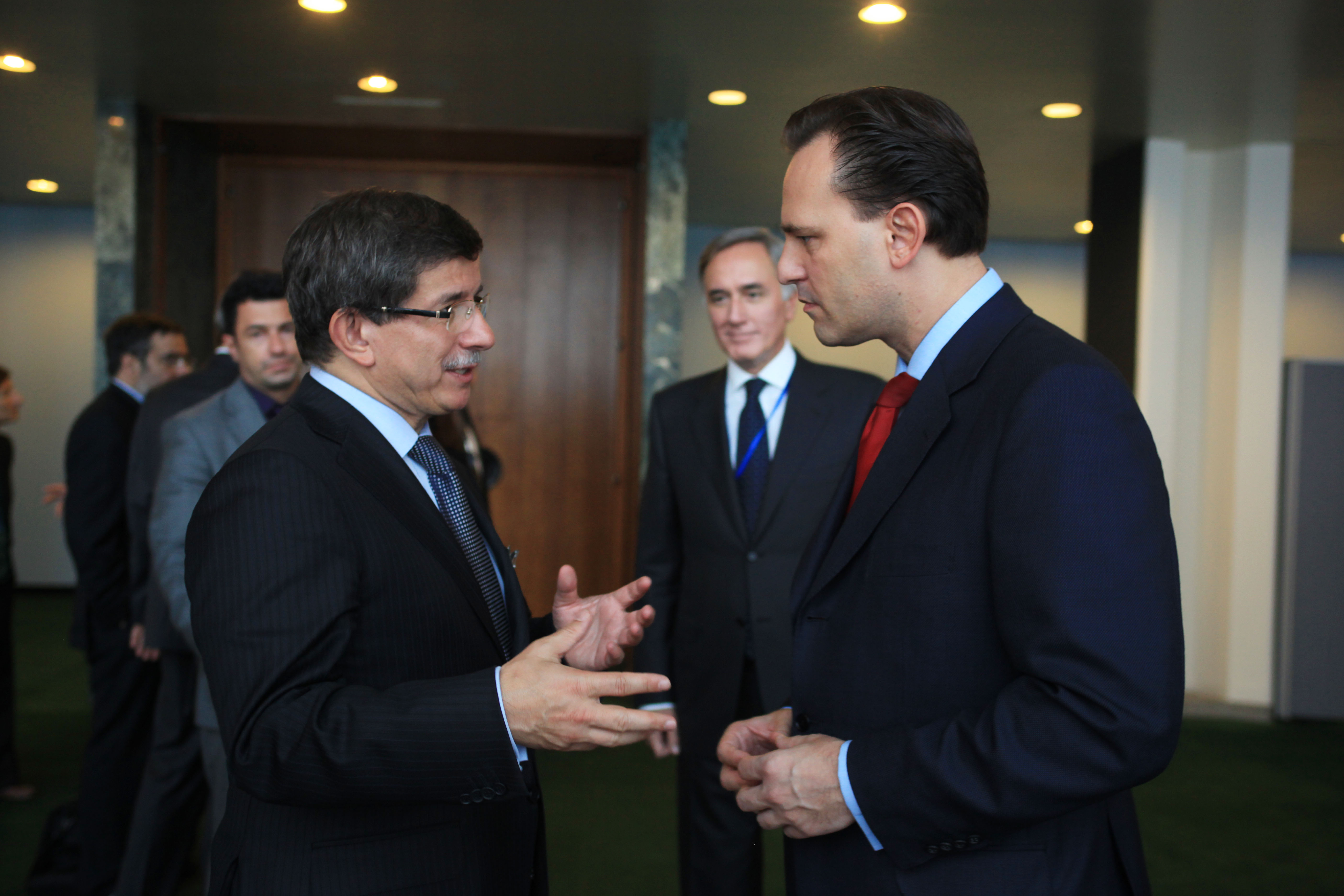
أحمد داود أوغلو ونظيره اليوناني ديميتريوس دروتساس

تم تطبيع العلاقات بين تركيا واليونان خلال فترة حكم رجب طيب. ليس هذا فقط؛ فقد تحسنت العلاقات السياسية والاقتصادية. في عام 2007؛ اجتمعَ رئيس الوزراء أردوغان ورئيس الوزراء اليوناني كوستاس كرامنليس على جسر فوق نهر إفروس على الحدود بين اليونان وتركيا وذلك لتدشين مشروع خط أنابيب الغاز الطبيعي يربط تركيا باليونان. اتفقت تركيا مع اليونان من أجل إنشاء وحدة تنفيذية مُشتركة في إطار حلف شمال الأطلسي للمشاركة في عمليات دعم السلام. دعمَ أردوغان وحزبه بقوة الاتحاد الأوروبي في قضية استفتاء قبرص عام 2004 الهادفة إلى إعادة توحيد الجزيرة. يعملُ رئيس الوزراء أردوغان ورئيس الوزراء اليوناني باباندريو معًا لتحسين حقوق المسيحيين في تركيا والمسلمين في اليونان. ومن المتوقع أنه سيتم فتح أول مسجد للمسلمين في أثينا كما سيتم فتح معهد هالكي اللاهوتي في إسطنبول.

### روسيا

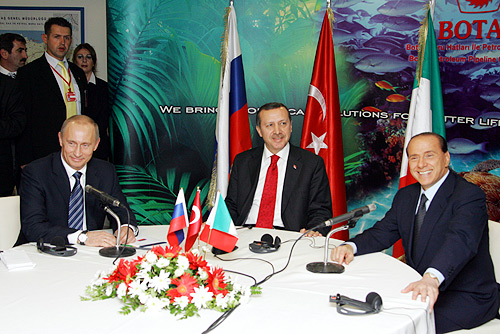
أردوغان خلال اجتماع ثلاثي مع الرئيس الروسي فلاديمير بوتين ورئيس الوزراء الايطالي سيلفيو برلسكوني في تركيا

لعدة قرون تنافست تركيا وروسيا من أجلِ التفوق الإقليمي. لكن ومع صعود حكومة أردوغان أدركَ البلدين أن العلاقات الودية هي في مصلحة الطرفان على حد سواء، وبالتالي تغيرت سياسة البلدان إلى التعاون بدل التنافس مما ساهم في تطبيع العلاقات ولو قليلا.
بلغت في عام 2002 التجارة بين تركيا وروسيا 5 مليارات دولار. وبحلول نهاية عام 2010؛ وصلَ هذا الرقم إلى ما يقرب من 30 مليار دولار. في كانون الأول/ديسمبر 2004 قام الرئيس الروسي فلاديمير بوتين بزيارة إلى تركيا. كانت هذه هي أول زيارة رئاسية في تاريخ العلاقات التركية-الروسية إلى جانب رئيس الوزراء السابق نيكولاي بودجورني في عام 1972. في تشرين الثاني/نوفمبر 2005 حضر بوتين حفلا لافتتاح خط أنابيب الغاز الطبيعي في تركيا. هذا التسلسل من الزيارات عالية المستوى ساهم في تحسن العلاقة بين البلدين كما ساهم في تحديد هدف استراتيجي لتحقيق «التعاون المتعدد الأبعاد» خصوصا في مجالات الطاقة والنقل العسكري. على وجه التحديد؛ تهدف روسيا إلى الاستثمار في تركيا وبالتحديد في مجالات الوقود والطاقة والصناعات كما يتوقع أن تشارك في المناقصات من أجل تحديث الجيش التركي.
سبق وأن وصف الرئيس دميتري ميدفيديف تركيا بأنها «واحدة من أهم الشركاء فيما يخص القضايا الإقليمية والدولية.» وتابع «يُمكننا أن نقول بثقة أن العلاقات الروسية-التركية قد تقدمت إلى مستوى شراكة استراتيجية متعددة الأبعاد.»
في 12 مايو 2010؛ وقعت أنقرة وموسكو على 17 اتفاقات لتعزيز التعاون في مجال الطاقة وغيرها من المجالات بما في ذلك اتفاقيات لبناء أول محطة للطاقة النووية في تركيا وتعزيز خطط لإنشاء خط أنابيب النفط من البحر الأسود إلى البحر الأبيض المتوسط. اتفق قادة البلدان أيضا على السفر بدون تأشيرة، كما اتفقا عللا أن سياح البلدين قادرين على البقاء مدة 30 يومًا في البلد الآخر دون ترحيل أو شيء من هذا القبيل.

### إسبانيا
تنخرط تركيا وإسبانيا في تحالف الحضارات الذي يهدف إلى تلبية الحاجة إلى جهود المجتمع الدولي سواء على المستوى المؤسسي أو على مستوى المجتمع المدني من أجل سد الفجوات والتغلب على المفاهيم والتصورات الخاطئة بالإضافة إلى الاستقطاب الذي يمكن أن يهدد السلام العالمي. خلال زيارة رئيس الوزراء خوسيه لويس ثباتيرو إلى تركيا في تشرين الثاني/نوفمبر 2006 بمناسبة مبادرة تحالف الحضارات؛ قدّم رئيس الوزراء ورقة إستراتيجية تهدف إلى تعزيز العلاقات الثنائية بين البلدين.

## الشرق الأوسط

### سوريا

#### قبل الحرب الأهلية
أثناء شغل أردوغان لمنصب رئيس وزراء تركيا، تحسنت العلاقات الدبلوماسية بين البلدين بشكل ملحوظ، على الرغم من أن سوريا كانت على حافة الحرب مع تركيا نفسها في أواخر عام 1998 بسبب دعم سوريا المتنامي لحزب العمال الكردستاني. تحسّنت العلاقة عام 2004 بالخصوص؛ ففي هذا العام بالذات قام الرئيس بشار الأسد بأول زيارة رسمية إلى تركيا يقوم بها رئيس سوري منذ 57 عامًا. في أواخر عام 2004؛ وقّع رئيس الوزراء التركي أردوغان على اتفاق للتجارة الحرة مع سوريا كما رُفعت مسألة التأشيرات بين البلدين في عام 2009، مما تسبب في طفرة اقتصادية في المناطق القريبة من الحدود السورية. نما التعاون السياسي والاقتصادي أقوى من أي وقت مضى كما حاولت تركيا مرارًا وتكرارًا التوسط بين سوريا وإسرائيل بهدف تحقيق اتفاق سلام وعودة الجولان إلى سوريا.

### السعودية

#### قبل الربيع العربي
تم تأسيس العلاقات الدبلوماسية بين تركيا والمملكة العربية السعودية في عام 1929. تحسنت العلاقة بين البدين نسبيًا في السنوات الأخيرة حيث تم إيلاء أهمية إلى القضايا الإقليمية مما ساهم في تحسين العلاقات الثنائية وتعزيز تلك السياسية والاقتصادية والعسكرية.
في آب/أغسطس 2006 قام الملك عبدالله بن عبد العزيز آل سعود بزيارة إلى تركيا، كانت هذه الزيارة الأولى اليت يقوم بها عاهل سعودي بعد أربعين عاما. بعد ذلك قام بزيارة ثانية لتركيا في العام التالي وبالتحديد يوم يوم 9 نوفمبر 2007. تجاوزَ حجم التجارة التركية-السعودية 3.2 مليار دولار أمريكي في عام 2006 تقريبا؛ ليحقق بذلك ضعف الرقم الذي حققته في عام 2003. في عام 2009؛ بلغ هذا المبلغ 5.5 مليار دولار ثم قارب الـ 10 مليارات دولار أمريكي عام 2010.

#### بعد الربيع العربي
توترت العلاقات السعودية-التركية بعد أحداث الربيع العربي التي أيدها الرئيس التركي أردوغان ورفضها ملك السعودية. فتركيا دعمت الجماعات الإسلامية وقدمت الدعم والسند لدولة قطر التي تسير في نفس منحاها على عكس السعودية التي رغبت في الحفاظ على نظام الحكم في الدول العربية دون أي تغيير أو شيء من هذا القبيل. تصاعد التوتر عقب دعم تركيا لجماعة الإخوان المسلمين التي ترفضها السعودية، كما تضاربت وجهة نظر الدولتين إزاء ما حصل في مصر من انقلاب للحيش على السلطة الشرعية؛ فتركيا ترى في الرئيس المعزل محمد مرسي الرئيس الشرعي للبلاد على عكس السعودية التي أيدت ما قام به السيسي من عزل للإخوان و«سحقهم» في وقت لاحق. ما كادت العلاقة بين البلدين تتحسن حتى عادت للتظهور عقب انلادع الأزمة الدبلوماسية مع قطر في شهر يونيو من العام 2017. خلال تلك الفترة؛ قدّمت تركيا بزعامة أردوغان دعما لا محدودًا لدولة قطر التي عاشت مقاطعة من جيرانها. تحسّنت العلاقة بين قطر وتركيا خلال هذه الفترة وهذا ما أغضب صناع القرار في السعودية الذين يروا أن الجماعات الإسلامية تُشكل تهديدًا حقيقيًا على السلطة في كافة الدول العربية.

### باكستان
قام أردوغان بعددٍ من الزيارات المتكررة إلى دولة باكستان، كما سبقَ له وأن أكد على أنه يعتبر باكستان بيته الثاني.

### قطر
أعطت الزيارات رفيعة المستوى زخما جديدا للعلاقات الثنائية بين البلدين، حيث قام رئيس الوزراء التركي رجب طيب أردوغان رفقة وزير الطاقة ووزير المالية بزيارة رسمية إلى قطر بين 13 و15 أبريل 2005. حضَرَ رئيس الوزراء منتدى الدوحة الثامن للديمقراطية والتنمية والتجارة الحرة كمتحدث رئيسي. أثناء الزيارات؛ اتفق الجانبان على تحسين العلاقات وخاصة في المجالات الاقتصادية والطاقة وتعزيز التعاون في القضايا الإقليمية. قام رئيس الوزراء القَطري الشيخ حمد بن جبر بن جاسم آل ثاني بزيارة عمل إلى تركيا بين 7 و8 آذار/مارس من عام 2007. قام أيضًا عبد الله غول؛ يرافقه وزير المالية ووزير الطاقة ووزير الأشغال العامة والتسوية ومجموعة كبيرة من رجال الأعمال بزيارة رسمية إلى دولة قطر في الفترة بين 5 و7 شباط/فبراير من عام 2008 1 كما حضرا منتدى الأعمال أيضا. زارَ وزير الخارجية علي باباجان دولة قطر لحضور «منتدى أمريكا والعالم الإسلامي» كمتحدث رئيسي خلال الحدث الذي نظمته وزارة الشؤون الخارجية بشراكة مع مؤسسة بروكينغز.

### إسرائيل

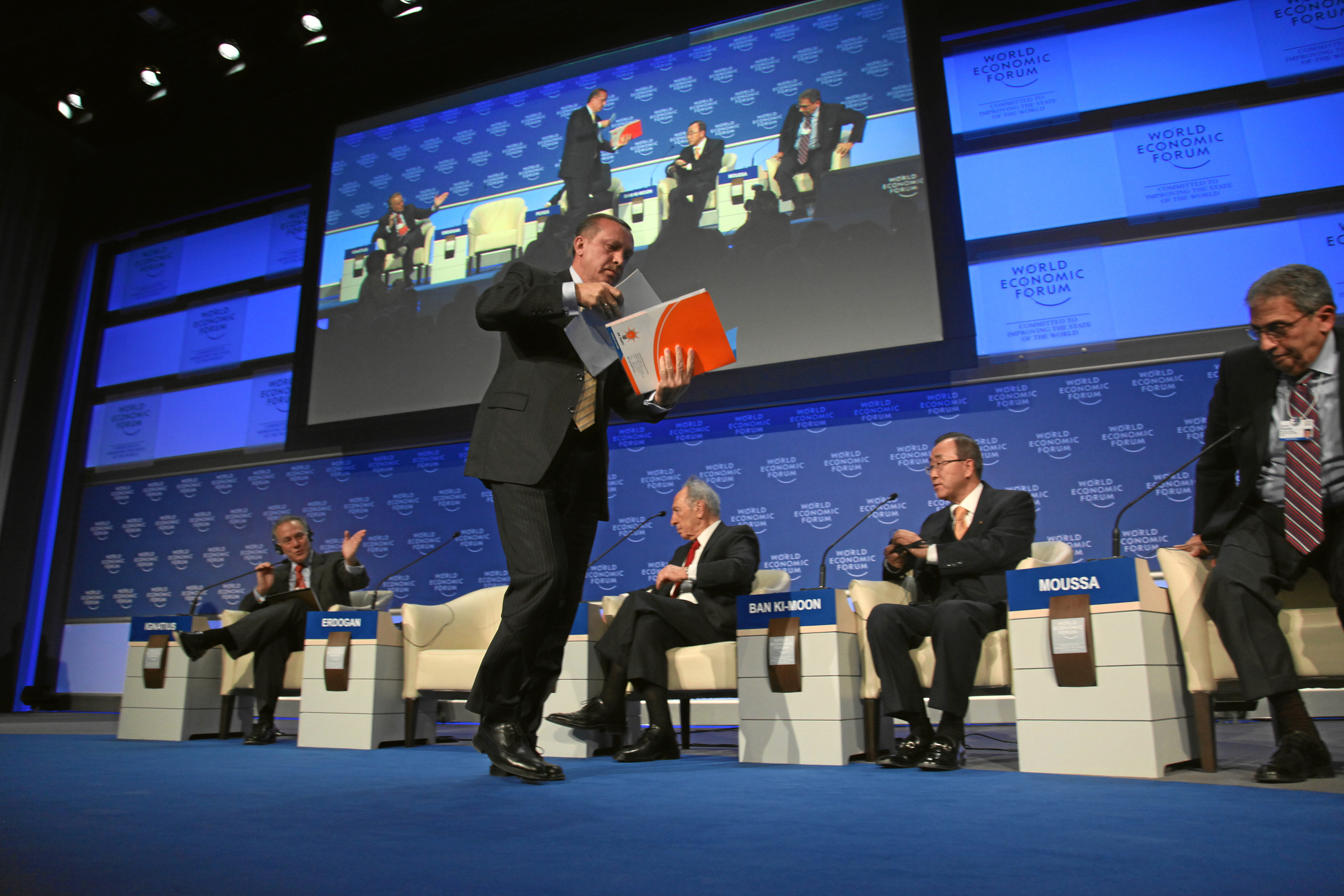
أردوغان وهو يهم خارجًا من المنتدى الاقتصادي العالمي في عام 2009.

يُؤيد أردوغان فكرة حل الدولتين بالنسبة للصراع الفلسطيني-الإسرائيلي. بشكل عام؛ العلاقات بين تركيا وإسرائيل -في عهد أردوغان- متوترة للغاية حيث سبق لرجب طيب وأن طلبَ من الوكالة الدولية للطاقة الذرية تفتيش المنشآت النووية في إسرائيل. يتهم أردوغان الاحتلال الإسرائيلي بتحويل غزة إلى «سجن كبير في الهواء الطلق».
تحوّل النقاش خلالَ المنتدى الاقتصادي العالمي إلى احتدام ومشاداة كلامية فيما يتعلق بالنزاع في غزة، حيث انتقد الرئيس الإسرائيلي حينها شمعون بيريز بشدة أردوغان -الذي كان يجلس بجانبه- بسببه طريقة تعامله مع الصراع في فلسطين بشكل عام وفي غزة بشكل خاص. ليرد عليه أردوغان بقوة ثم اتهم المشرف بإعطاء بيريز الكثير من الوقت مقارنة بجميع المتحدثين خلال المنتدى، قبل أن يُغادره ويتوعد بعدم العودة له مجددًا.
في أعقاب أحداث أسطول الحرية؛ تصاعدَ التوتر بين البلدين بشكل كبير حيث أدانَ أردوغان الهجوم بشدة واصفا إسرائيل بأنها دولة إرهابية كما دعا دول العالَم إلى فرض عقوبات صارمة على القادة الإسرائيليين مختتما كلمته بالقول: «لقد مرضنا بسبب أكاذيب إسرائيل.»

### إيران
تحسنت العلاقات مع إيران أيضا بشكل ملحوظ. حيث تجاوزَت الدولتين مجال التعاون في مجال الطاقة إلى ما هو أبعد. تقوم تركيا بشراء ونقل الغاز الطبيعي الإيراني كما تسمح الدولة الفارسية للشركات التركية بالعمل داخل مجالها. وعلاوة على ذلك؛ لعبت تركيا دور الوساطة في النزاع النووي الإيراني. ليس هذا فقط؛ فقد دافع أردوغان عن إيران متهمًا الولايات المتحدة والاتحاد الأوروبي بازدواجية المعايير فيما يتعلق بالانتشار النووي في الشرق الأوسط. زارَ داوود أوغلو العاصمة طهران في شباط/فبراير 2010 بهدف التوصل إلى اتفاق بشأن قضية تخصيب اليورانيوم. جدير بالذكر هنا أن طموحات إيران النووية تُعد قضية بالغة الأهمية بالنسبة للأمن القومي التركي؛ وخلال تلك الفترة حاول أوغلو أن يضع رؤية سياسة استباقية من أجل ضمان أمن دولته.

### العراق
في 15 تشرين الأول/أكتوبر 2009؛ قامَ رئيس الوزراء التركي رجب طيب أردوغان بزيارة لعاصمة العراق. خلال هذه الزيارة وقعت الدولتان على 48 اتفاقية تجارة في المجلس الاستراتيجي في بغداد. شملت الاتفاقات الموقعة قطاعات الأمن، الطاقة، النفط، الكهرباء، المياه، الصحة، التجارة، البيئة، النقل، السكن، البناء، الزراعة، التعليم العالي والدفاع. بحلول 23 مارس عام 2009؛ أصبح عبد الله غول أول رئيس دولة تركي يزور العراق منذ 33 عاما.
تحسنت علاقات الحكومة التركية أيضا مع كردستان العراق من خلال فتح الجامعات التركية في أربيل بالإضافة إلى القنصلية التركية في الموصل.
في حين أن سياسة تركيا تجاه العراق منذ حرب عام 2003 ركزت على منع صعود كيان سياسي مستقل كردي والقضاء على وجود حزب العمال الكردستاني في شمال العراق؛ إلا أن هذه السياست قد تغيرت نوعًا ما تحت تأثير عقيدة أوغلو. قبلت تركيا شرعية الحكومة الإقليمية الكردية (حكومة إقليم كردستان) كجهة اتحادية في العراق وعمّقت التعاون الاقتصادي والسياسي مع الحكومة الاتحادية في بغداد. أصبح أوغلو أول شخصية تُركية رفيعة المستوى تزور شمال العراق في تشرين الأول/أكتوبر 2009؛ كما التقى رئيس إقليم كردستان مسعود برزاني ورئيس الوزراء نيجيرفان بارزاني ثم أعلن عن افتتاح القنصلية التركية في أربيل. في تصريحاته؛ أكد أوغلو القول على أن هذه الزيارة كان ينبغي أن تتم منذ فترة طويلة مشيرا في الوقت ذاته إلى مفاجئته مما وجد في أربيل؛ ثم استرسل: «كل واحد منا سوف يُساهم إلى أبعد حد من أجل تطوير أربيل ... سوف تصبح جسرا بين العراق وتركيا. نحن بوابة العراق إلى الاتحاد الأوروبي. وأربيل هي بوابتنا إلى البصرة.»
في 30 مارس 2011؛ أصبح رجب طيب أردوغان أول رئيس وزراء تركي يزور منطقة كردية في العراق. خلال تلك الزيارة؛ افتتح رجب مطاراً محليا في المنطقة بالرغم من الصراع المستمر مع المتمردين الأكراد. تلى ذلك استضافة مسعود بارزاني لرجب وأشاد به واصفًا إياه بالشجاع، ثم قال: «نحن نعتقد أن زيارتك ستساهم في بناء جسرٍ قوي جدا بين تركيا وبلادنا ومنطقتنا ... مرحبًا بك يا أردوغان في أربيل». زار أردوغان بعد ذلك قبر أبو حنيفة النعمان في جامع الإمام الأعظم كما تجوّل في مقابِر أئمة الشيعة في مدينة بغداد، ثم انتقل منها إلى النجف حيث زار ضريح الإمام علي. التقى رجب في وقت لاحق بالزعيم الديني علي السيستاني.

### مصر
يُعد رئيس الوزراء التركي أردوغان أول زعيم عالمي يدعو الرئيس المصري حسني مبارك إلى الإصغاء إلى مطالب الشعب وترك منصبه لتمهيد الطريق من أجل نظام أكثر ديمقراطية خلال الثورة المصرية عام 2011. ألقى أردوغان خطابا إلى أعضاء حزب العدالة والتنمية وقد تم بثه على الهواء مباشرة من قبل بعض القنوات التلفزيونية العربية بما في ذلك قناة الجزيرة.
في 6 حزيران/يونيو 2011 أكد أردوغان في اجتماع مع وفد من ممثلي الشباب المصري الثائر على أن الديمقراطية هي ضمان الحقوق والحريات الأساسية خاصة بالنسبة للنساء والأطفال كما أكد على أنها -الديمقراطية- ينبغي أن تُحدد الرئيس مع مجموعة من الخصائص بما في ذلك الصدق والإخلاص.
بعد الإطاحة بالرئيس السابق حسني مبارك؛ قام رئيس الوزراء التركي رجب طيب أردوغان بزيارة رسمية إلى مصر استغرقت ثلاث أيام ابتداء من 12 أيلول/سبتمبر 2011 ورافقه في ذلك ستة وزراء وحوالي 200 من رجال الأعمال. اعتُبرت هذه الزيارة نجاحا دبلوماسيا، فيما اعتبرها أردوغان زيارة تاريخية إلى مصر حيث اجتمع مع الكثير المصريين المُتحمسين. على الرغم من أنه الزيارة جاءت في منتصف الليل؛ إلا أن شوارع القاهرة قد اكتضت خاصة بعدما هرع الآلاف لاستقبال رئيس الوزراء التركي حاملين في يدهم الأعلام التركية. ذكر مراسل سي إن إن أن بعض المصريين كانوا يُرددون عبارات قومية ودينية مثل: «نحن نعتبرك القائد الإسلامي العظيم في الشرق الأوسط» بينما كان عبر آخرون عن تقديرهم له لما فعله من أجل دعم غزة. كُرم أردوغان في وقت لاحق في ميدان التحرير من قبل أعضاء اتحاد شباب الثورة المصرية وأعضاء السفارة التركية. بسبب حفاوة الاستقبال؛ نشرت جريدة ذي تايمز مقالًا لها عنونته بالتالي: «استقبال أردوغان مثل نجوم موسيقى الروك في مصر».